# シャルロッテ・フォン・ザクセン＝マイニンゲン
シャルロッテ・フォン・ザクセン＝マイニンゲン（ドイツ語：Charlotte von Sachsen-Meiningen, 1751年9月11日 - 1827年4月25日）は、ザクセン＝ゴータ＝アルテンブルク公エルンスト2世の妃。

## 生涯
シャルロッテは、ザクセン＝マイニンゲン公アントン・ウルリヒとシャルロッテ・アマーリエ・フォン・ヘッセン＝フィリップスタールの娘である。1769年3月21日にマイニンゲンにおいて、エルンスト2世・フォン・ザクセン＝ゴータ＝アルテンブルクと結婚した。1772年にエルンスト2世は父フリードリヒ3世の跡を継いでザクセン＝ゴータ＝アルテンブルク公となった。
エルンスト2世は啓蒙君主として知られ、芸術および科学のパトロンとなり、公国を文化の全盛期に導いた。エルンスト2世のこれらの努力を、シャルロッテは全力で支えた。
夫と同様に、シャルロッテも天文学のパトロンであった。シャルロッテは宮廷の天文学者フランツ・フォン・ツァハのために補助表を計算し、1798年にゼーベルク天文台で行われた観測会および天文学者会議にも参加し、当時の主要な天文学者とそれぞれ連絡を取り合った。
1804年にエルンスト2世が亡くなった後、息子で後継者のアウグストとの間に軋轢が生じた。シャルロッテはツァハを侍従長としてゴータを去り、アイゼンベルクでしばらく過ごした。シャルロッテは後にツァハと一緒に南方を旅し、数年間マルセイユに住み、その後ジェノヴァに住み1827年に死去した。

## 子女
エルンスト2世との間に4男が生まれ、うち2男が成人した。
- エルンスト（1770年 - 1779年） - 公世子
- アウグスト（1772年 - 1822年） - ザクセン＝ゴータ＝アルテンブルク公
- フリードリヒ4世（1774年 - 1825年） - ザクセン＝ゴータ＝アルテンブルク公
- ルートヴィヒ（1777年）

妹ルイーゼは1781年にヘッセン＝フィリップスタール＝バルヒフェルト方伯アドルフと結婚した。

## 音楽活動
シャルロッテは作曲も行っており、その作品の複製のいくつかはバルヒフェルト音楽コレクションに収められ、現在はマールブルクのヘッセン音楽アーカイブに保管されている。この中には、おそらく家族のつながりを通じてコレクションに入ったハープシコードの作品がいくつか含まれている。